# 4月25日 (旧暦)
旧暦4月25日は旧暦4月の25日目である。六曜は仏滅である。

## できごと
- 天智天皇10年（ユリウス暦671年6月7日） - 漏刻（水時計）と鐘鼓による時報を開始（時の記念日）
- 天平7年（ユリウス暦735年5月21日） - 唐に渡った吉備真備が帰朝し、持ち帰った書物などを聖武天皇に献上
- 建治元年（ユリウス暦1275年5月22日） - 文永より建治に改元
- 正安元年（ユリウス暦1299年5月29日） - 後伏見天皇の即位に伴い、永仁より正安に改元
- 寛文元年（グレゴリオ暦1661年5月23日） - 1月に京都大火が起きたため、万治より寛文に改元
- 正徳元年（グレゴリオ暦1711年6月11日） - 中御門天皇の即位に伴い、宝永より正徳に改元

## 誕生日
- 寛文2年（グレゴリオ暦1662年6月11日） - 徳川家宣、江戸幕府6代将軍（+ 1712年）
- 天保5年（グレゴリオ暦1801年6月6日） - 川路聖謨、旗本（+ 1868年）

## 忌日
- 延康 (漢)元年（ユリウス暦220年6月13日） - 夏侯惇、三国時代・魏の武将（* 生年不詳）
- 顕宗天皇4年（ユリウス暦487年6月2日） - 顕宗天皇、23代天皇（* 450年）
- 明応2年（閏4月）（ユリウス暦1493年6月9日） - 畠山政長、武将・管領（* 1442年）
- 慶長18年（グレゴリオ暦1613年6月13日） - 大久保長安、金山奉行・佐渡金山等を開発（* 1545年）
- 明治元年/慶応4年（グレゴリオ暦1868年5月17日） - 近藤勇、新選組局長（* 1834年）